# Nebrius ferrugineus
Nebrius ferrugineus е вид хрущялна риба от семейство Ginglymostomatidae, единствен представител на род Nebrius. Видът е световно застрашен, със статут Уязвим.

## Разпространение
Разпространен е в Австралия (Западна Австралия, Куинсланд, Нов Южен Уелс и Северна територия), Бахрейн, Виетнам, Джибути, Египет, Еритрея, Йемен, Индия, Индонезия, Иран, Катар, Китай, Кувейт, Мавриций, Мадагаскар, Малайзия, Малдиви, Маршалови острови, Мозамбик, Нова Каледония, Обединени арабски емирства, Палау, Папуа Нова Гвинея, Провинции в КНР, Самоа, Саудитска Арабия, Сейшели, Сингапур, Сомалия, Судан, Тайван, Тайланд, Филипини, Южна Африка и Япония.